# کایسن اف۷۰
کایسن اف۷۰ یک پیکاپ اندازه متوسط است که به‌طور مشترک توسط چانگان موتورز و گروه پی‌اس‌ای تحت نام تجاری فرعی کایسن از سال ۲۰۱۹ توسعه یافته‌است.

## ویژگی‌های فنی

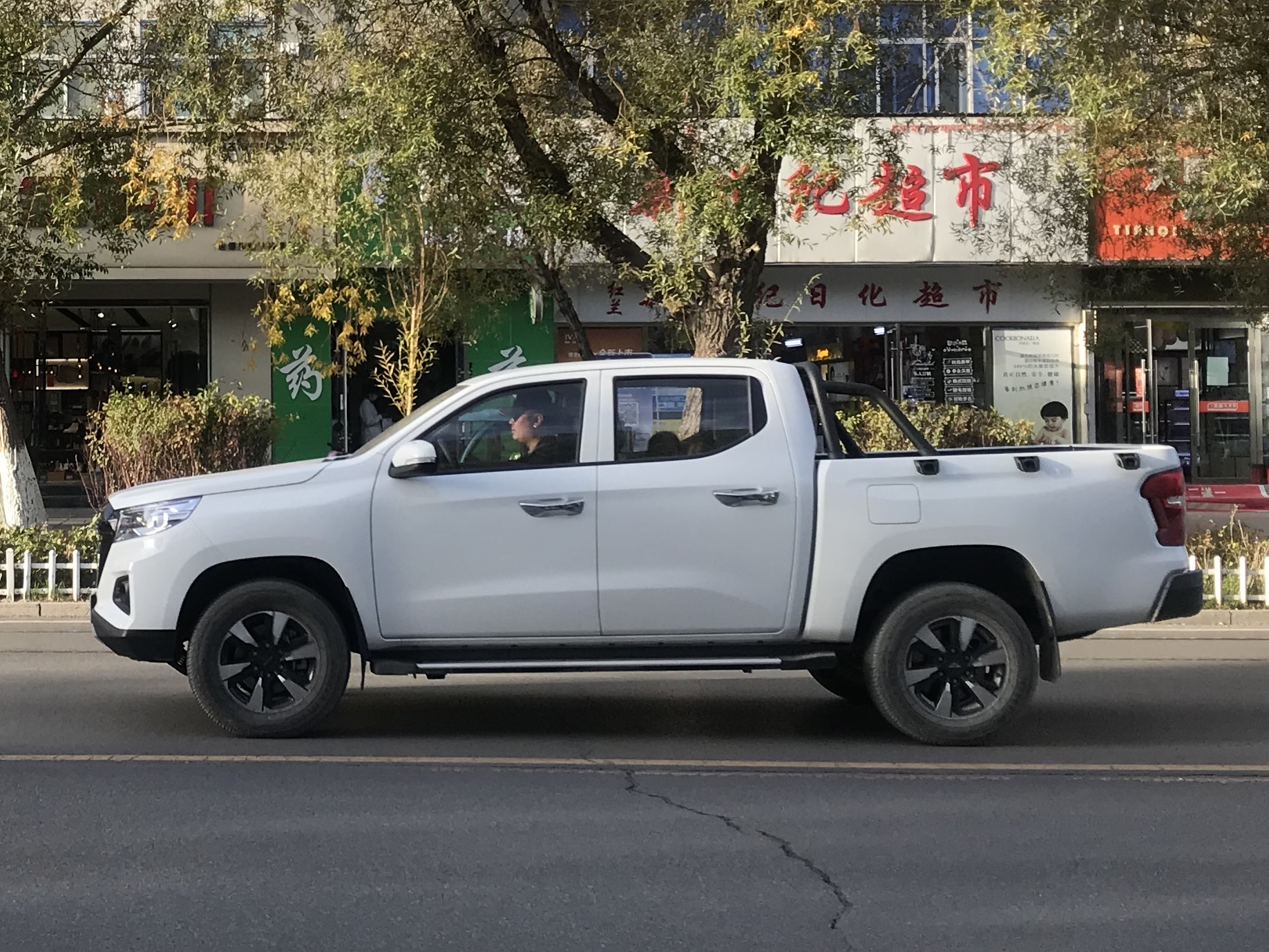
چانگان کایسن اف۷۰

کایسن اف۷۰ از موتورهای چهارسیلندر شامل یک موتور ۲٫۴ لیتری بنزینی و یک موتور ۱٫۹ لیتری دیزلی و همچنین یک موتور ۲٫۵ لیتری دیزلی بهره می‌برد.

### موتورها
| موتورها                  | موتورها                | موتورها | موتورها                          | موتورها                                            | موتورها                                                | موتورها            | موتورها |
| مدل                      | جعبه‌دنده               | موتور   | حجم                              | قدرت                                               | گشتاور                                                 | استاندارد آلایندگی | سوخت    |
| ------------------------ | ---------------------- | ------- | -------------------------------- | -------------------------------------------------- | ------------------------------------------------------ | ------------------ | ------- |
| ویچی پاور D20TCIE ۱٫۹    | شش سرعته دستی/اتوماتیک | آی۴     | ۱٬۹۱۰ سانتی‌متر مکعب (۱٫۹ لیتر)   | ۱۵۰ اسب بخار ترمز (۱۵۲ اسب بخار متری؛ ۱۱۲ کیلووات) | ۳۵۰ نیوتن متر (۲۵۸ پوند-فوت) در ۱۸۰۰–۸۴۰۰ دور در دقیقه | یورو ۵             | دیزل    |
| شنیانگ میتسوبیشی 4K22D4T | شش سرعته دستی/اتوماتیک | آی۴     | ۲٫۴ لیتر (۲٬۴۰۰٫۰ سانتی‌متر مکعب) | ۲۱۸ اسب بخار ترمز (۲۲۱ اسب بخار متری؛ ۱۶۳ کیلووات) | ۳۲۰ نیوتن متر (۲۳۶ پوند-فوت)                           | یورو ۵             | بنزین   |
| شنیانگ میتسوبیشی 4K22D4T | شش سرعته دستی/اتوماتیک | آی۴     | ۲٫۴ لیتر (۲٬۴۰۰٫۰ سانتی‌متر مکعب) | ۲۱۱ اسب بخار ترمز (۲۱۴ اسب بخار متری؛ ۱۵۷ کیلووات) | ۳۲۰ نیوتن متر (۲۳۶ پوند-فوت)                           | یورو ۶             | بنزین   |
| جیانگشی ایسوزو JE4D25Q5A | شش سرعته دستی/اتوماتیک | آی۴     | ۲٫۵ لیتر (۲٬۵۰۰٫۰ سانتی‌متر مکعب) | ۱۲۹ اسب بخار ترمز (۱۳۱ اسب بخار متری؛ ۹۶ کیلووات)  | ۳۲۰ نیوتن متر (۲۳۶ پوند-فوت)                           | یورو ۵             | دیزل    |
| جیانگشی ایسوزو JE4D25Q6A | شش سرعته دستی/اتوماتیک | آی۴     | ۲٫۵ لیتر (۲٬۵۰۰٫۰ سانتی‌متر مکعب) | ۱۵۰ اسب بخار ترمز (۱۵۲ اسب بخار متری؛ ۱۱۲ کیلووات) | ۳۶۰ نیوتن متر (۲۶۶ پوند-فوت)                           | یورو ۶             | دیزل    |

## خودروهای مرتبط

### پژو لندترک

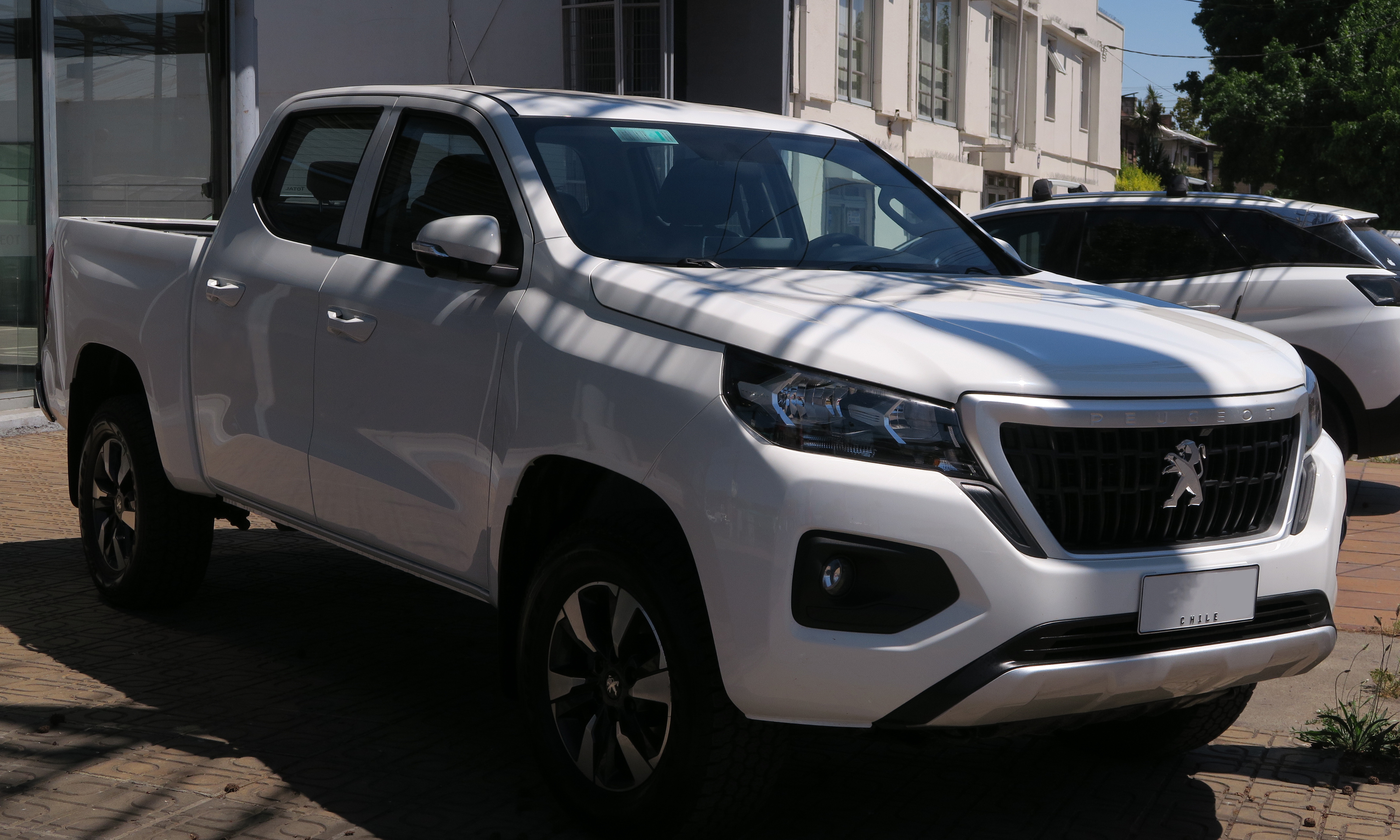
پژو لندترک ۲۰۲۲

پژو لندترک یک پیکاپ سایز متوسط است که برای اولین بار توسط خودروساز فرانسوی پژو، بخشی از گروه پی۷، در سال ۲۰۲۰ ارائه شد. پلت‌فرم و بیشتر بدنه لندترک بر اساس کایسن اف۷۰ است.

لندترک در حال حاضر فقط در بازارهای آمریکای جنوبی، آفریقای جنوب صحرا، آسیا و اوکراین به فروش می‌رسد. این خودرو به‌طور رسمی در ۱۸ نوامبر ۲۰۲۰ برای بازار مکزیک، اولین بازار در آمریکای جنوبی که لندترک را به فروش رساند، معرفی شد.

### چانگان لانتوژه
چانگان لانتوژه (览拓者) که در نوامبر ۲۰۲۲ عرضه شد، یک پیکاپ اندازه متوسط است که بر اساس همان پلت‌فرم کایسن و با طراحی نمای جلویی تغییر یافته ساخته شده‌است. چانگان لانتوژه از یک موتور ۲٫۰ لیتری توربوشارژر چهار سیلندر با قدرت ۲۳۳ اسب بخار و گشتاور ۳۹۰ نیوتن متر همراه با گیربکس ۶ سرعته دستی یا گیربکس ۸ سرعته اتوماتیک زداف استفاده می‌کند. یک موتور دیزلی ۲٫۰ لیتری توربوشارژر ساخت گریت وال موتورز نیز با حداکثر قدرت محدود به ۱۶۳ اسب بخار و حداکثر گشتاور ۴۰۰ نیوتن‌متر نیز برای این خودرو موجود است.
نسخه الکتریکی لانتوژه با نام چانگان لانتوژه ئی‌وی در نمایشگاه خودرو شانگهای ۲۰۲۳ رونمایی شد. لانتوژه ئی‌وی از یک موتور الکتریکی با کد TZ210XS103 توسط Innovance Automotive با توان تولید ۶۰ کیلووات و ۱۳۰ کیلووات بهره می‌برد. حداکثر سرعت این خودرو ۱۳۰ کیلومتر در ساعت است و باتری آن توسط کانتمپ تأمین می‌شود.

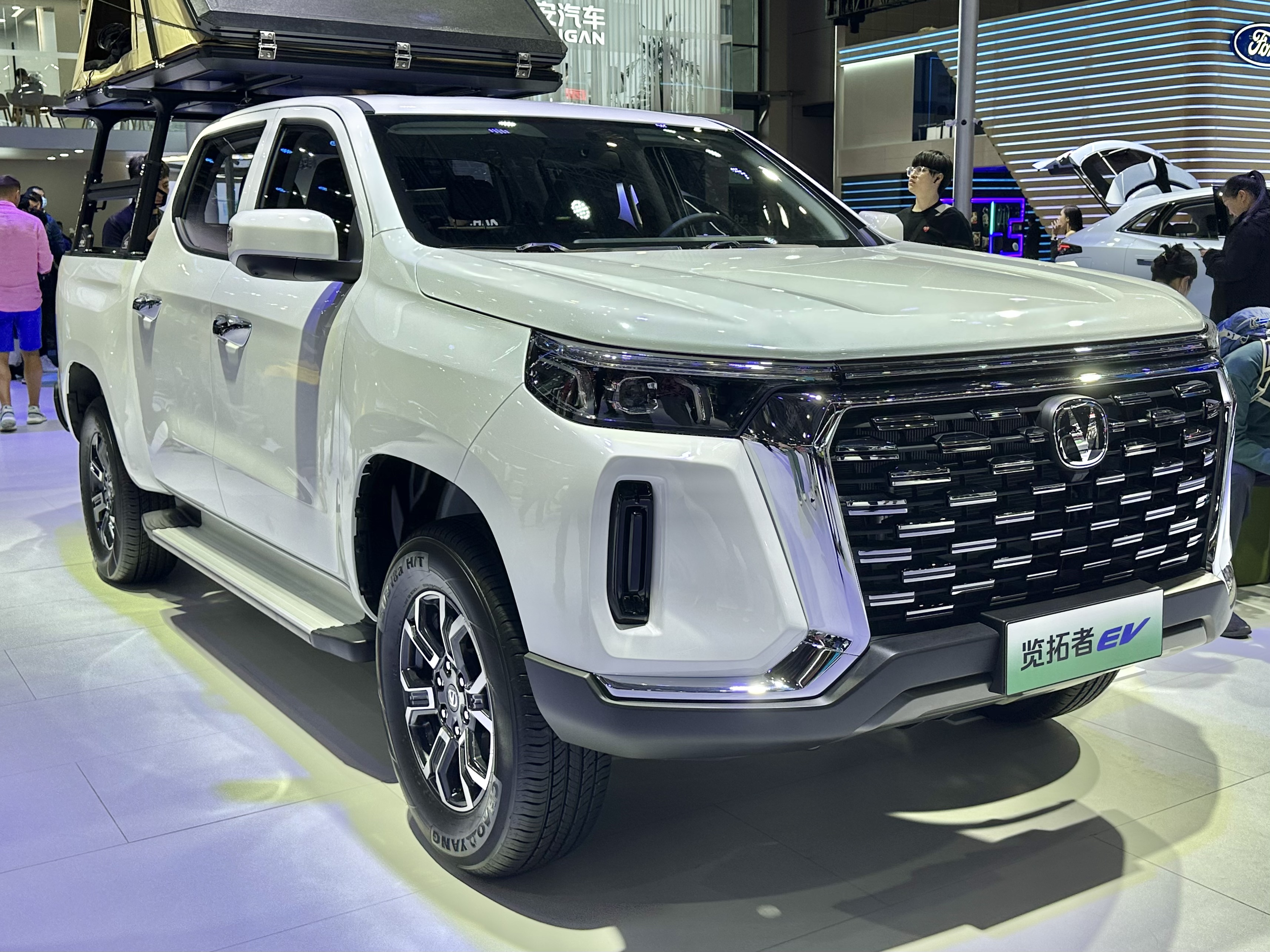
چانگان لانتوژه ئی‌وی، نمای جلو
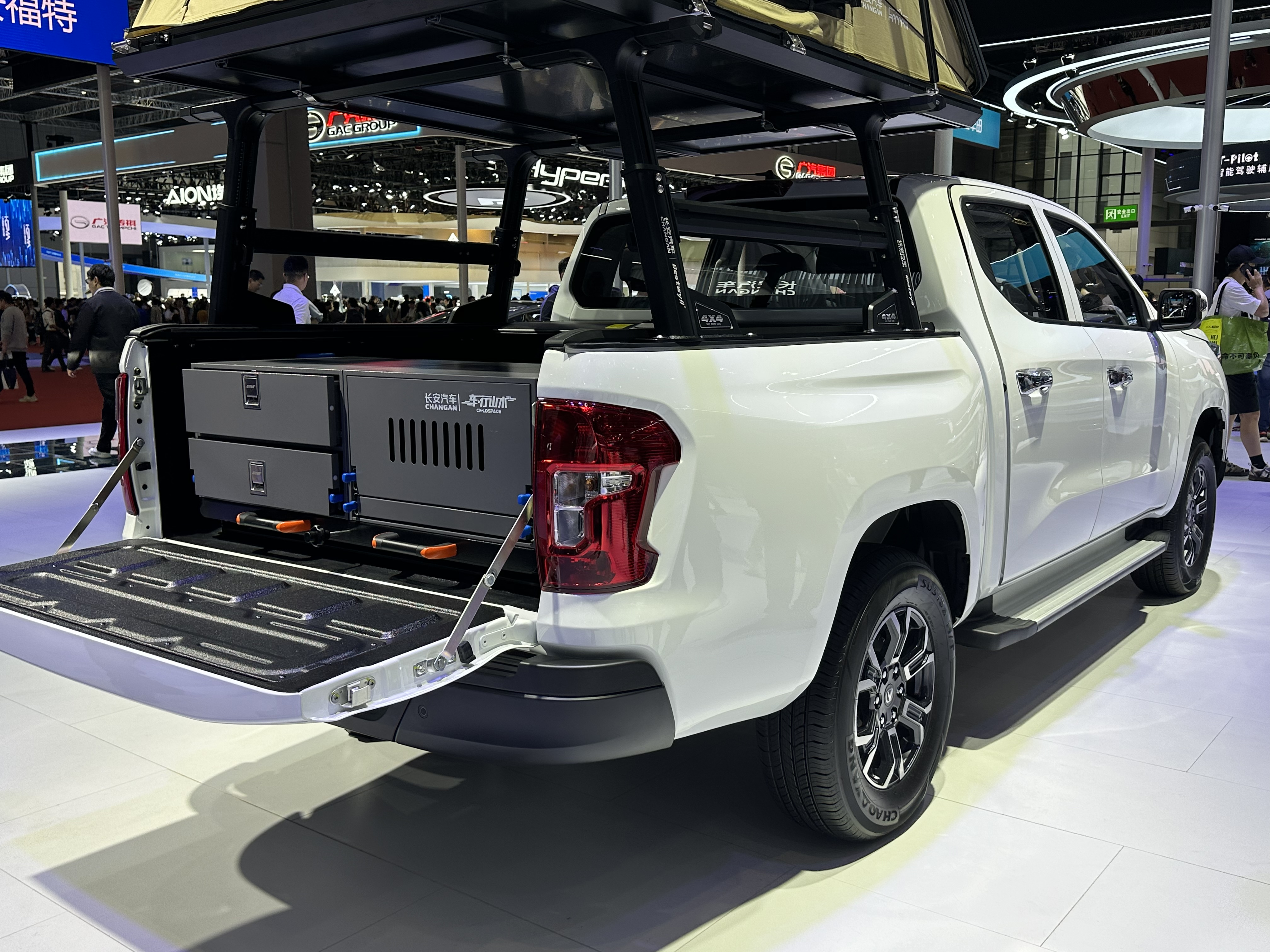
چانگان لانتوژه ئی‌وی، نمای عقب